# Ельфріда Лозе-Вехтлер
Анна Фріда (Ельфріда) Лозе-Вехтлер (нар. Анна Фріда Вехтлер; 4 грудня 1899 — 31 липня 1940) — німецька художниця авангарду, чиї роботи в нацистській Німеччині були позначені як «дегенеративне мистецтво» і заборонені, а в деяких випадках знищені. Через психічний розлад її було вбито в колишньому психіатричному закладі в замку Зонненштайн у Пірні в рамках операції T-4, програми примусової евтаназії Третього Рейху. З 2000 року меморіальний центр для програми Т4 у будинку вшановує її життя та творчість у постійній експозиції.

## Життя
Ельфріда Лозе-Вехтлер виросла в родині середнього класу як дочка комерційного клерка Густава Адольфа Вехтлера, який народився в Дрездені, та його дружини Марії Зденки (Сідоні) Остадал, яка походила з Богемії. Батьки заручилися в травні 1898 року і, після релігійних перешкод, одружилися лише 17 липня 1899 року, коли католичка Марія Зденка вже була вагітна. Анна Фріда Вехтлер, яка пізніше назвала себе Ельфрідою, була хрещена протестанткою і мала на 12 років молодшого брата Губерта Вехтлера (1911–1988).
У 16 років вона покинула школу, щоб навчатися в Дрезденській королівській школі мистецтв з 1915 по 1918 рік (мода, потім прикладна графіка). З 1916 по 1919 рік вона також відвідувала курси малювання та живопису в Дрезденській академії мистецтв. З 1916 по 1919 рік Вехтлер також відвідувала курси живопису та малювання в Дрезденській художній академії. Вона вступила в контакт з Дрезденською сецесійною групою 1919 і стала частиною кола друзів навколо Отто Дікса, Отто Ґрібеля та Конрада Феліксмюллера. Орендуючи частину майстерні поблизу центру Дрездена, вона заробляла на життя батиком, листівками та ілюстраціями.
У квітні 1921 року Ельфріда Вехтлер переїхала з художником і оперним співаком Куртом Лозе в будинок менеджера каменоломні Шрекенбах у Велені.  Там їх відвідували художники Роберт Стерл, Пол Кассель, Отто Дікс і Отто Грібель.
У червні 1921 року вона одружилася з Лозе і поїхала за ним у вересні 1922 року, спочатку до Герліца, а потім до Гамбурга в 1925 році. Однак шлюб виявився складним, і в наступні роки пара кілька разів розлучалася. У 1926 році Ельфріде Лозе-Вехтлер приєдналася до Асоціації гамбурзьких художників і любителів мистецтва і в 1928 році взяла участь у кількох виставках New Objectivity. Того року вона також приєдналася до Асоціації художників Гамбурга.
У 1929 році мисткиня пережила нервовий зрив через фінансові та сімейні труднощі, і її помістили до психіатричного закладу в Гамбурзі-Фрідріхсберзі. Протягом двох місяців перебування вона створила голови Фрідріхсберга, твір, що складається з приблизно 60 малюнків і пастелі, головним чином портретів інших пацієнтів. Після одужання та остаточної розлуки з Куртом Лозе (у 1926 році) мала дуже творчий період. Вона написала численні картини гавані Гамбурга, сцени з життя робітників і повій, а також автопортрети. Але попри участь у кількох виставках, продажах і невеликі стипендії, вона жила в крайній бідності.

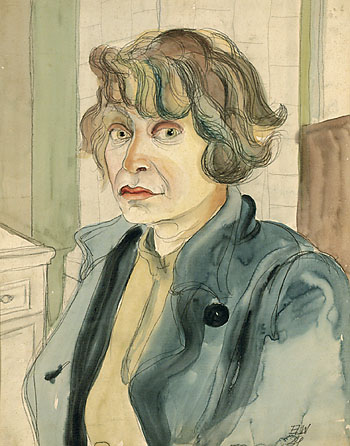
"У блакитному халаті – автопортрет IV"

Через фінансові проблеми та посилення соціальної ізоляції вона повернулася до батьківського дому в Дрезден до середини 1931 року. Коли її психічний стан погіршився, її батько помістив її у державній психіатричній лікарні в Арнсдорфі в 1932 році. Там їй діагностували шизофренію. З 1932 по 1935 рік вона все ще активно займалася творчістю, писала портрети та створювала декоративно-прикладне мистецтво. Після того, як чоловік розлучився з нею в травні 1935 року, її визнали недієздатною через «невиліковне божевілля».
Після відмови дати згоду на стерилізацію їй відмовлено у виході з лікарні. У грудні 1935 року вона перенесла примусову хірургічну стерилізацію в жіночій консультації міської лікарні Дрездена-Фрідріхштадта на підставі нацистської євгенічної політики. Після цієї трагічної події вона більше не малювала. У 1940 році її депортували до колишнього психіатричного закладу в Пірна-Зонненштайні (розташованого в замку Зонненштейн у Пірні), де 31 липня її вбили разом з більшістю інших мешканців у рамках нацистської програми «евтаназії» (Операції T-4). Офіційна причина смерті — «пневмонія з міокардіальною недостатністю», це свідотцтво про смерть було сфабриковано у спецзагсі, створеному для маскування, без медичного огляду. У 1940 і 1941 роках у цій установі, яка раніше була відома своїми гуманістичними традиціями, нацисти вбили газом 13 720 переважно людей з психічними розладами та з інвалідністю.

## Праці

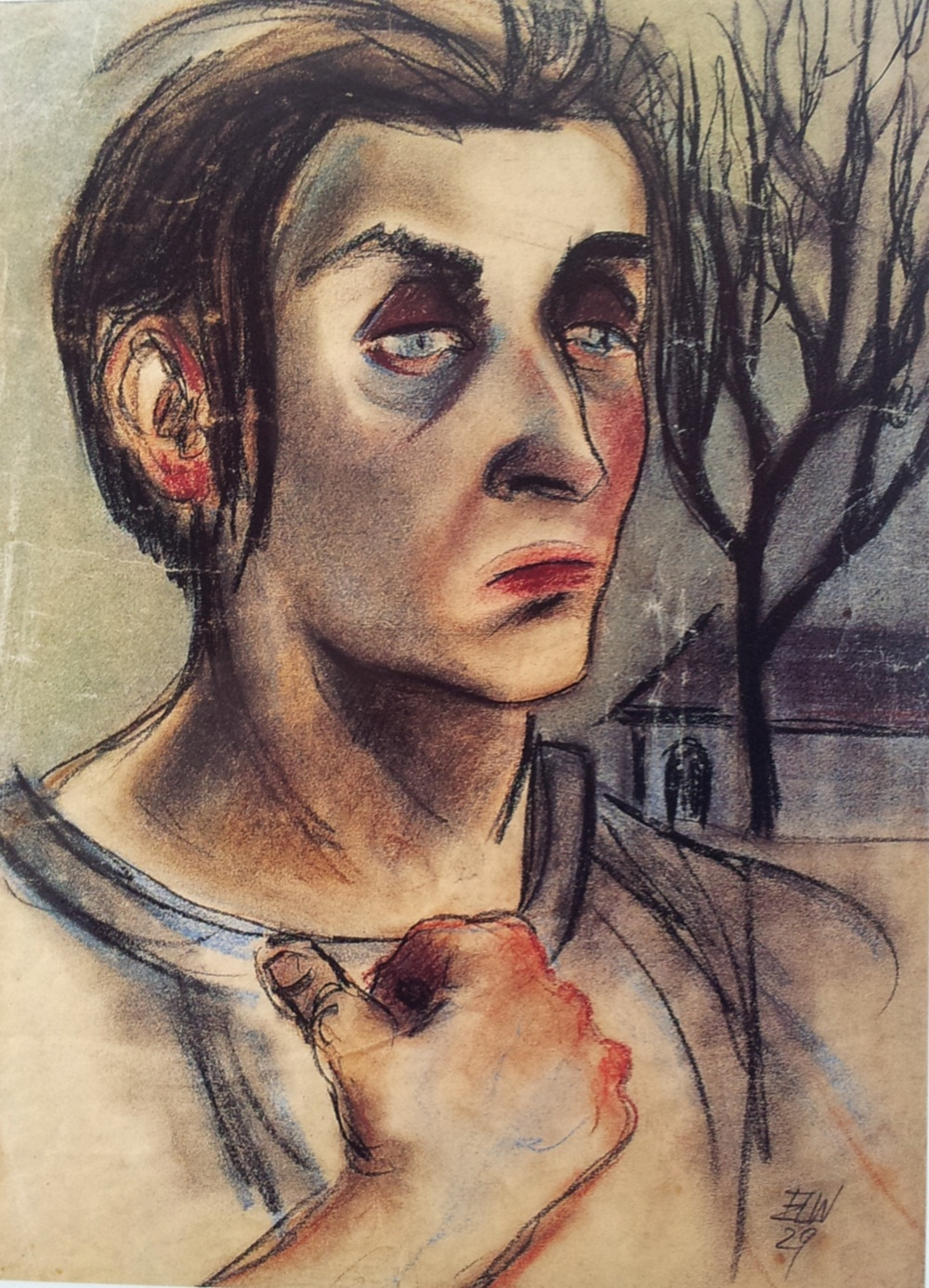
Пацієнтка. Жінка з пейзажем, 1929 рік.

Найбільш творчий період припадає на час перебування в Гамбурзі. З 1927 по 1931 рік вона написала кілька своїх головних робіт. Великий інтерес викликали портрети людей з психічними розладами, які вона створювала в Гамбурзі-Фрідріхсберзі (1929) і Арнсдорфі (1932–1935). У рамках кампанії «дегенеративного мистецтва» нацисти конфіскували дев'ять її робіт з художнього музею Hamburger Kunsthalle та музею Altonaer, та, імовірно, знищили в 1937 році, так само, як і значну частину її картин з Арнсдорфа.
Твори, конфісковані в 1937 році:
- Дві оголені жінки (акварель; міський музей Альтони)
- Лежача дівчина (акварель; міський музей Альтона)
- Вулична музика (акварель; міський музей Альтони; знищено)
- У пабі (акварель; міський музей Альтони; знищено)
- З Санкт-Паулі (акварель; міський музей Альтони; знищено)
- Кафе (акварель; міський музей Альтони; знищено)
- Сцена з кав'ярнею (акварель, 1930; Гамбурзький музей мистецтв і ремесел; знищено) [11]
- Дитячий портрет (акварель, 1927; Гамбурзький музей мистецтв і ремесел; знищено)
- Кабаре (малюнок; міський музей Альтони; знищено)

## Пам'ять і спадок
У 1989 році її роботи отримали публічне визнання під час презентації в Рейнбеку поблизу Гамбурга. У 1994 році було засновано асоціацію для популяризації творчості Ельфріди Лозе-Вехтлер (нім. Förderkreis Elfriede Lohse-Wächtler). У 1996 році вийшла друком перша монографія про її творчість, написана Георгом Рейнхардтом. Ця та інші виставки в Дрездені, Гамбурзі-Альтоні та Ашаффенбурзі поклали початок ширшому сприйняттю творчості та долі художниці. 

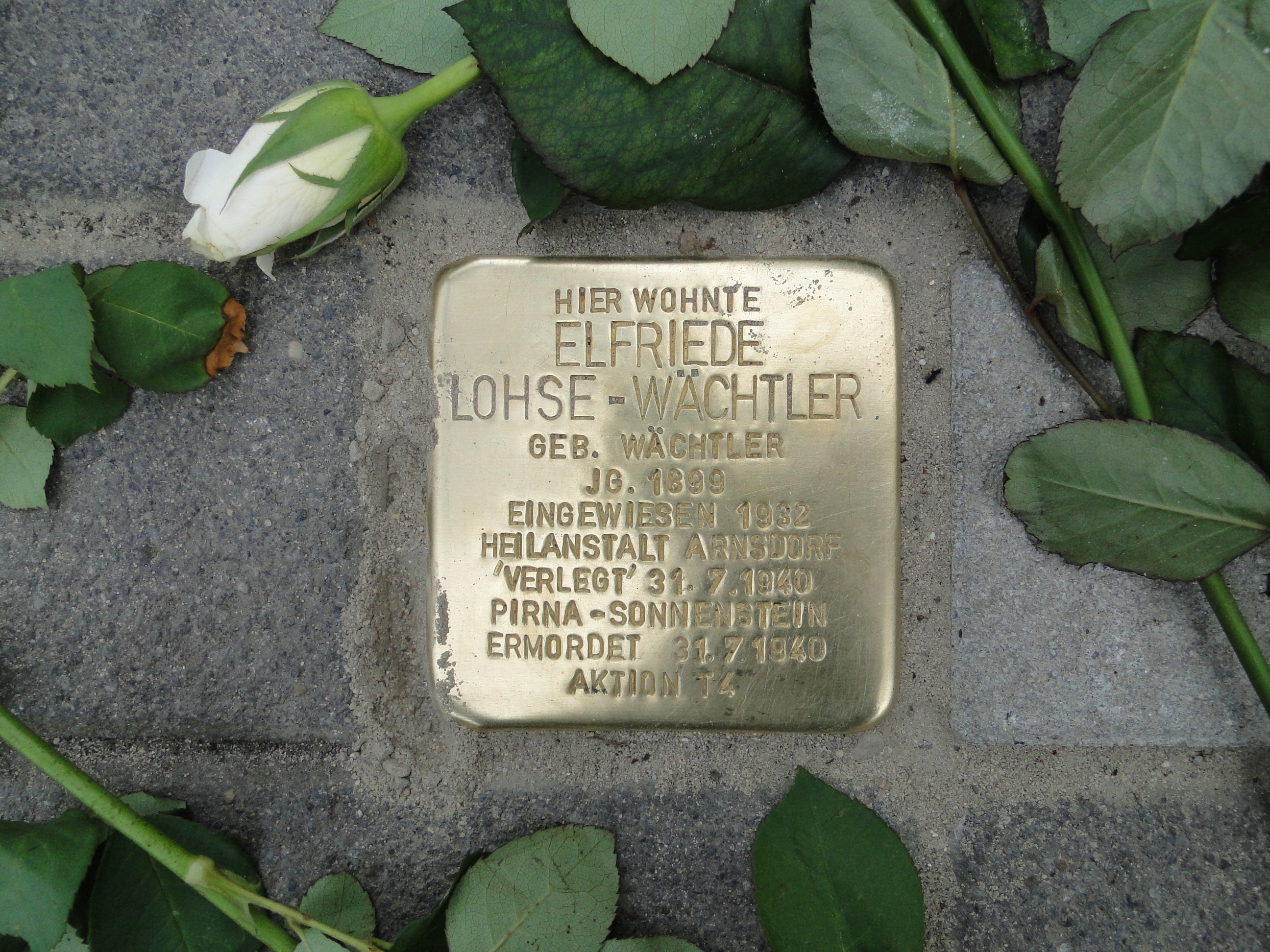
Камінь спотикання для Ельфріде Лозе-Вектлер

У 1997 році Гайде Блюм  створила документальний фільм: … в IMS Medionbüro Sachsen з кінодраматургом Валері Рай Андерсен після двох років досліджень. все знову буде добре … Портрет художниці Ельфріди Лозе-Вехтлер (1899–1940), фільм фінансувався – Міністерством науки та мистецтва Саксонії. Валері Рай Андерсен написала коротку статтю про це в культурному журналі artour MDR, та організувала серію кінолекцій   про мисткиню а на тему дії T4 і написала п’єсу Laus – oder das Ermessen der Gegenseitigkeit (Laus – або розсуд взаємності) (1998–2000). Фільм і дії навколо нього вперше привернули увагу авторів, редакторів та мистецтвознавців до художниці, а також призвели до її вшанування.

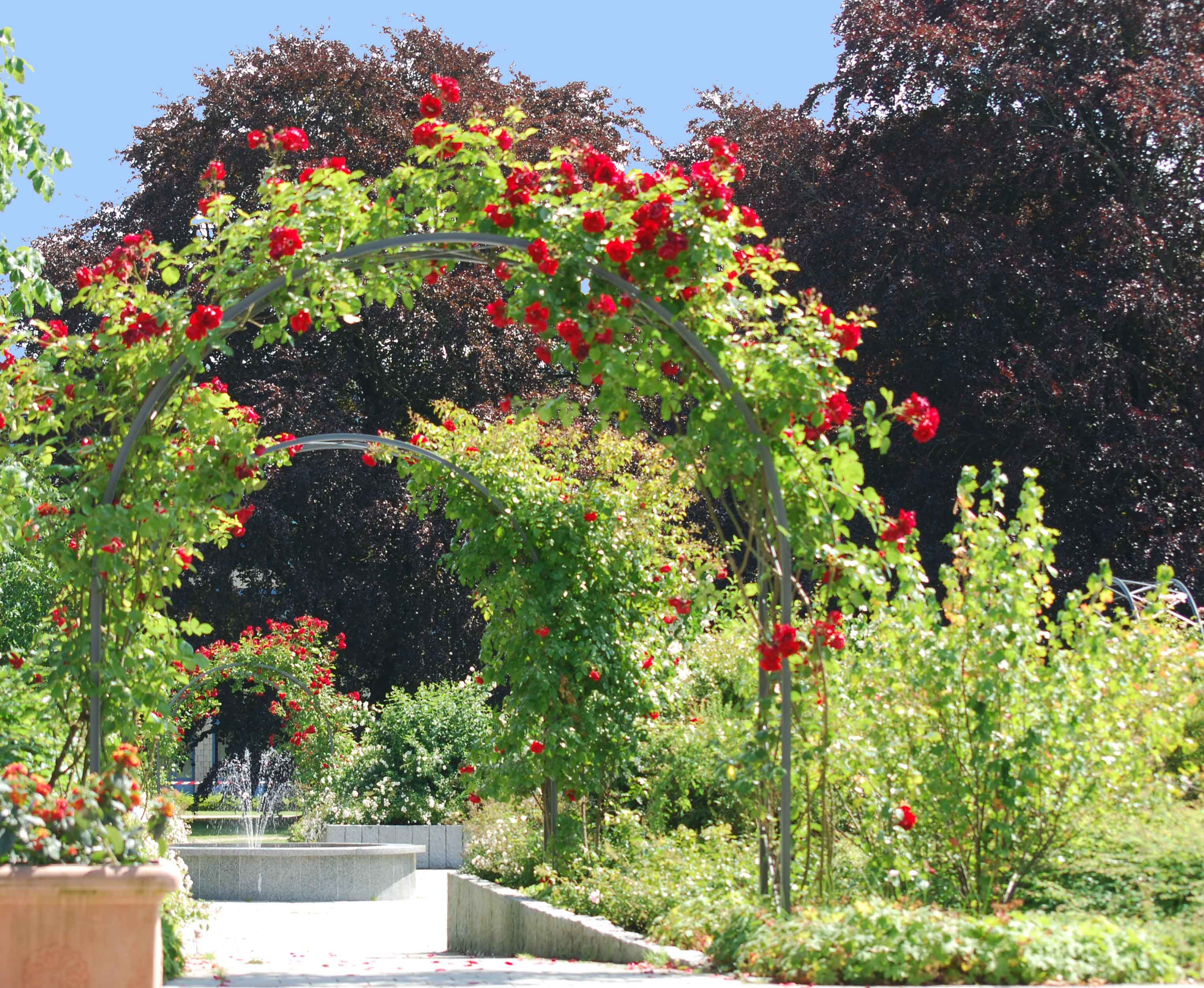
Трояндовий сад в пам'ять Ельфріде Лозе-Вектлер та території Schön Klinik, Гамбург

У 1999 році в саксонській лікарні в Арнсдорфі була встановлена стела в пам'ять про неї, а її ім'ям названо будівлю відділення.  У Пірна-Зонненштайні  у 2005 році її ім'ям назвали вулицю, а з 2008 року вулиця в Арнсдорфі також носить її ім'я. На місці колишньої лікарні у Фрідріхсберзі (Південний Гамбург) у 2004 році для неї був спроєктований розарій із пам'ятною дошкою. Ще одна вулиця була названа на її честь у новому районі Parkquartier Friedrichsberg . У жіночому саду на кладовищі Ольсдорф у Гамбурзі її згадують із каменем у спіралі спогадів. Її іменем також названі вулиці в Гамбурзі та Дрездені. З 2012 року встановлен камінь спотикання перед житловим будинком на Фоглерштрассе. "Stolperstein"  — "камінь спотикання" є частиною глобального мистецького проекту Ґунтнера Демніга, що вшановує жертв нацизму. Меморіальна табличка встановлена перед будинком №15 на вулиці Воглерштрасе у Дрездені — місці, пов'язаному з життям художниці.
Рада жінок землі Саксонії вшанувала художницю  з нагоди її 120-річчя меморіалом у фойє будівлі HfBK Güntzstraße 34 у Дрездені. Там вона навчалася в колишній Королівській школі мистецтв і ремесел. Дрезденський скульптор і професор університету Ульріх Ейснер створив портретний рельєф видатної художниці на основі історичних фотографій. Алюмінієве лиття було виконано в майстерні металевого лиття Академії образотворчих мистецтв керівником майстерні Торальфом Мітом.

## Галерея

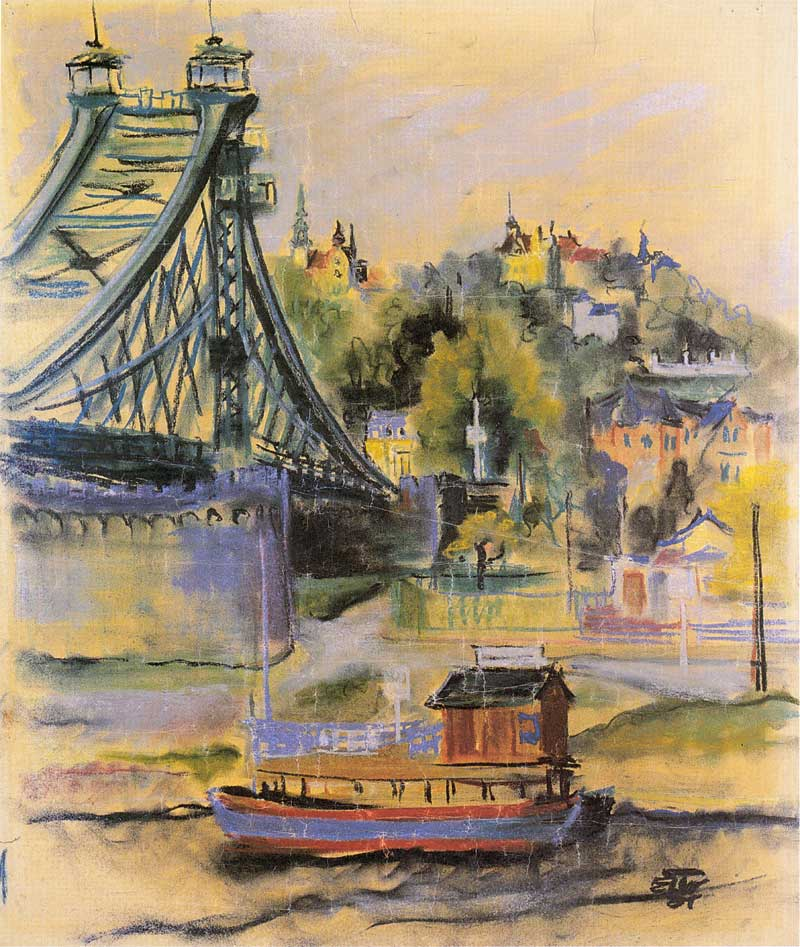
Лошвіцерський міст
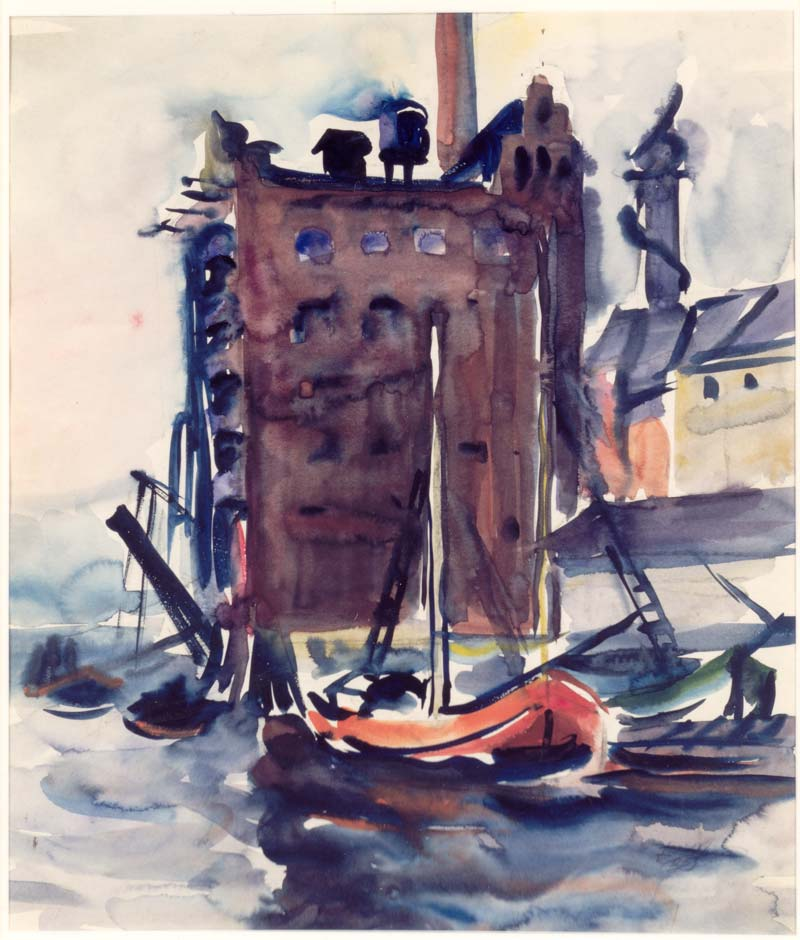
Вугільний порт Альтона
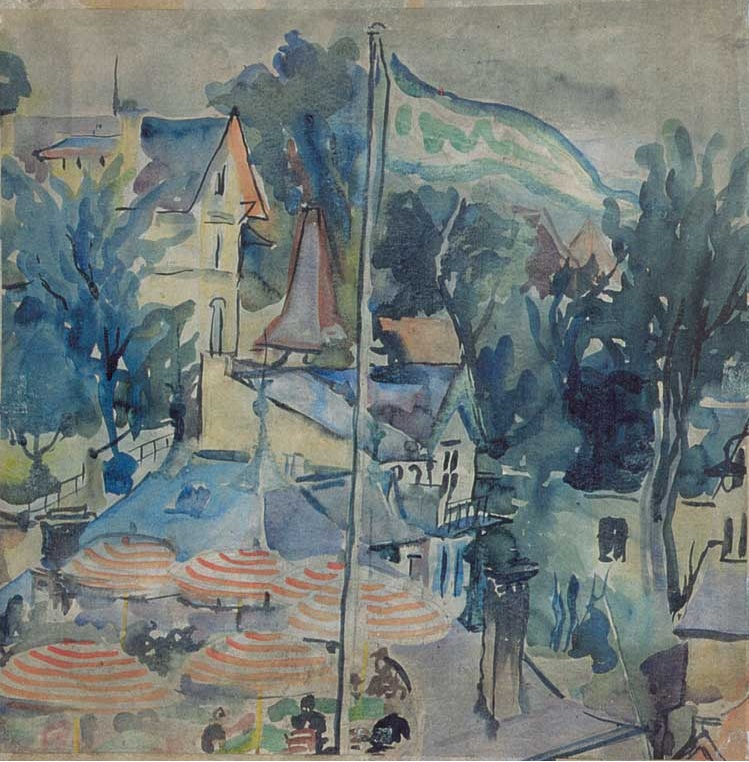
Дрезденський пейзаж
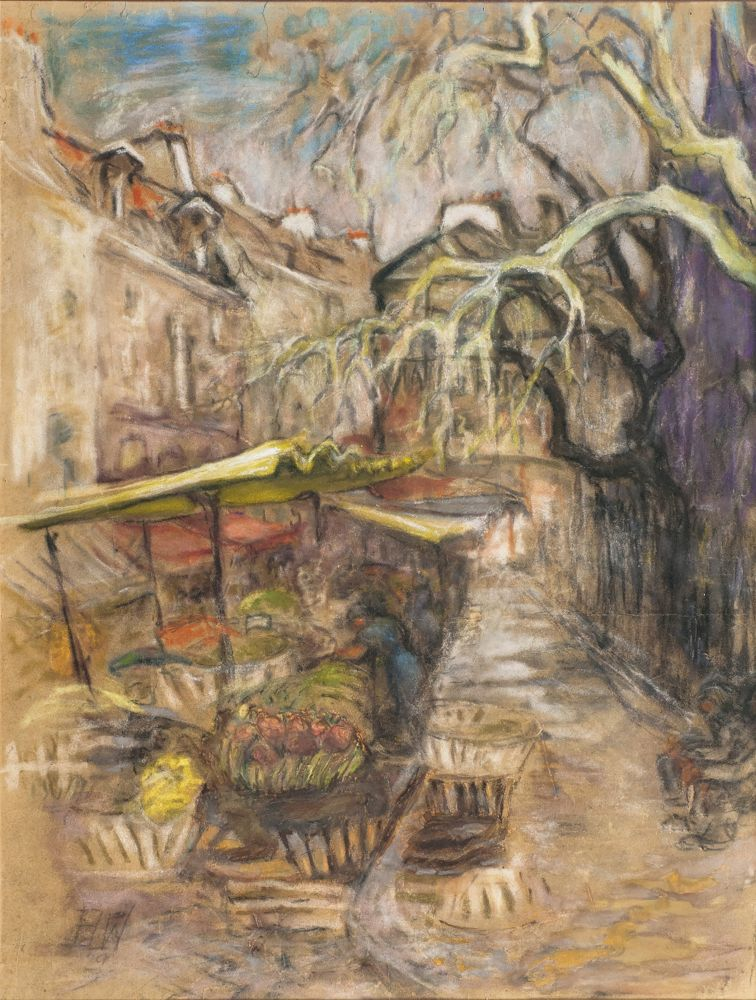
Ринок у Гамбурзі
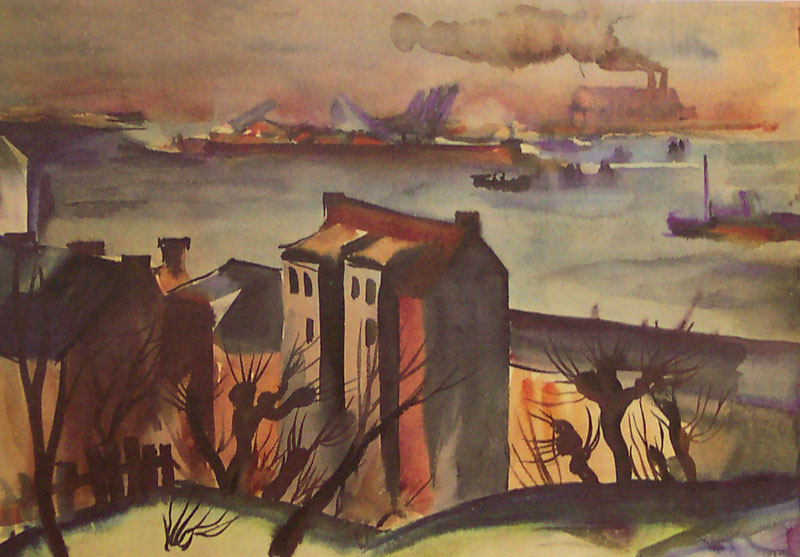
Вид на гавань
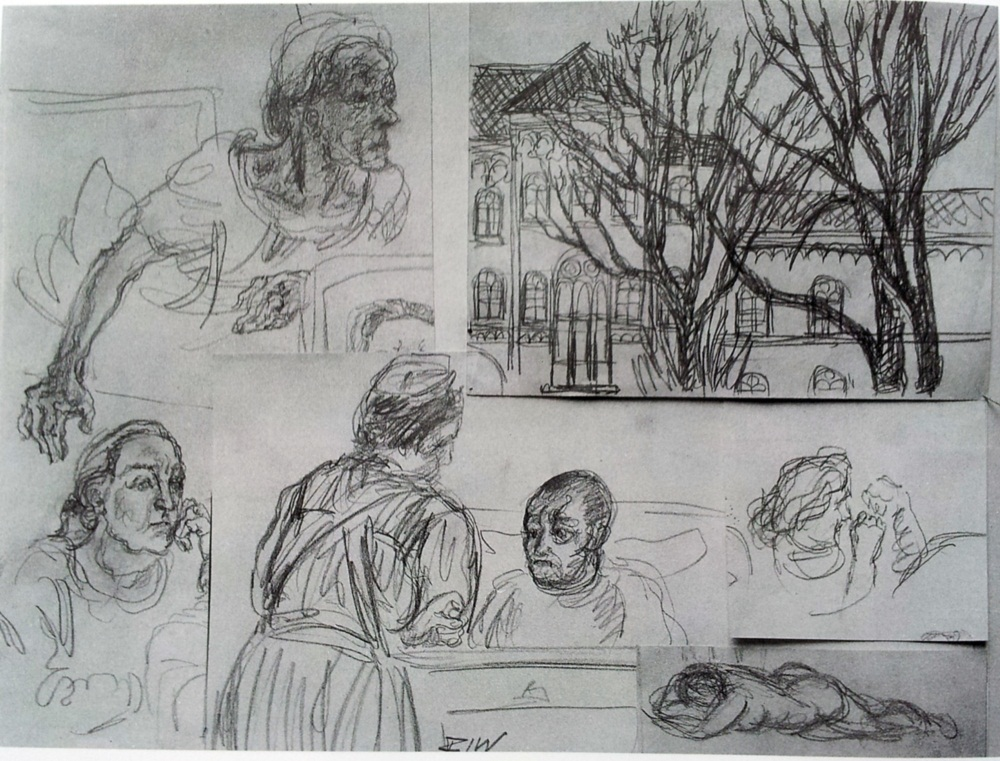
Начерки з натури: образи фігур та архітектурний ескіз. З серії "Фрідріхсберзькі голови"
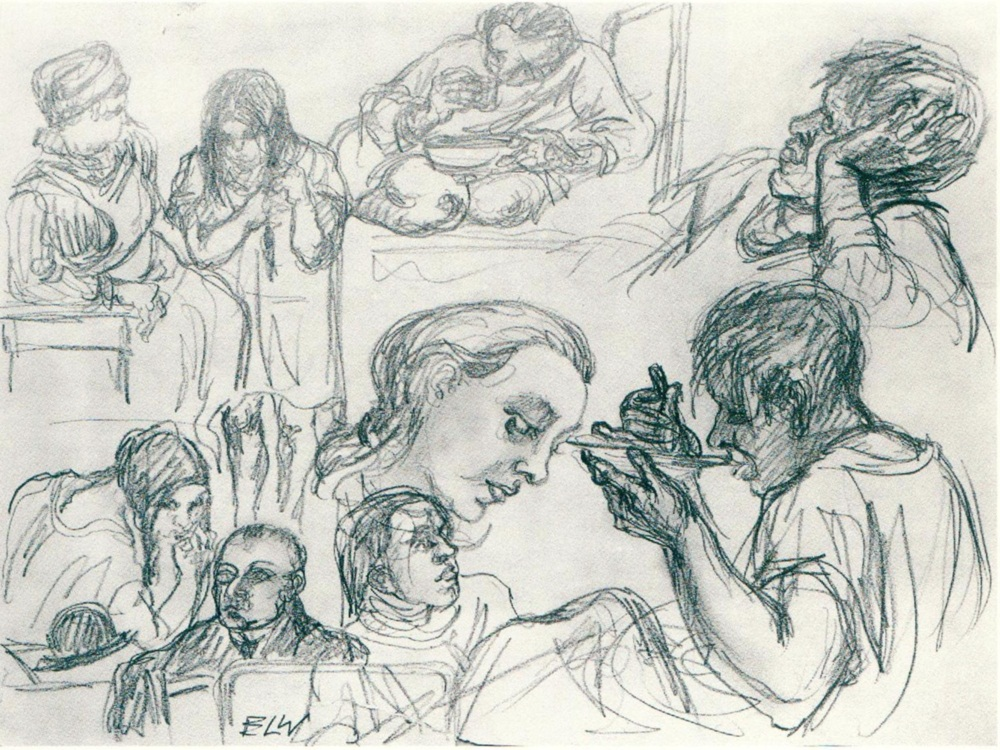
Нариси пацієнток під час прийому їжі. Робота з серії "Фрідріхсберзькі голови", створена в психіатричній лікарні Фрідріхсберг у Гамбурзі
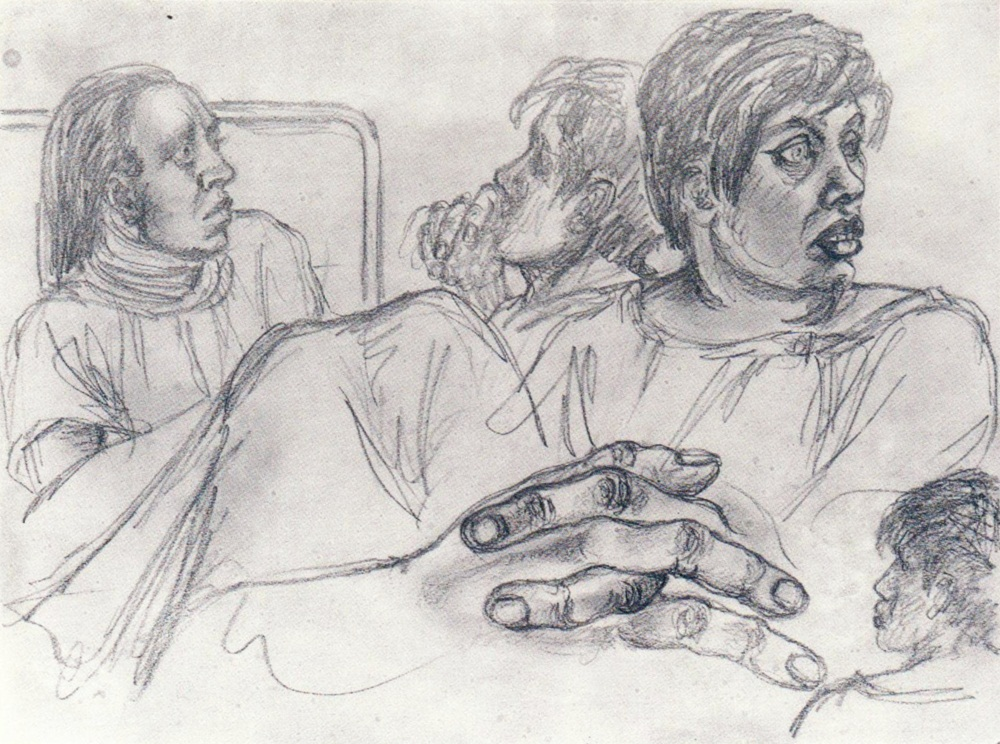
Чотири жіночих напівпортрети та складені руки. Робота з серії "Фрідріхсберзькі голови"
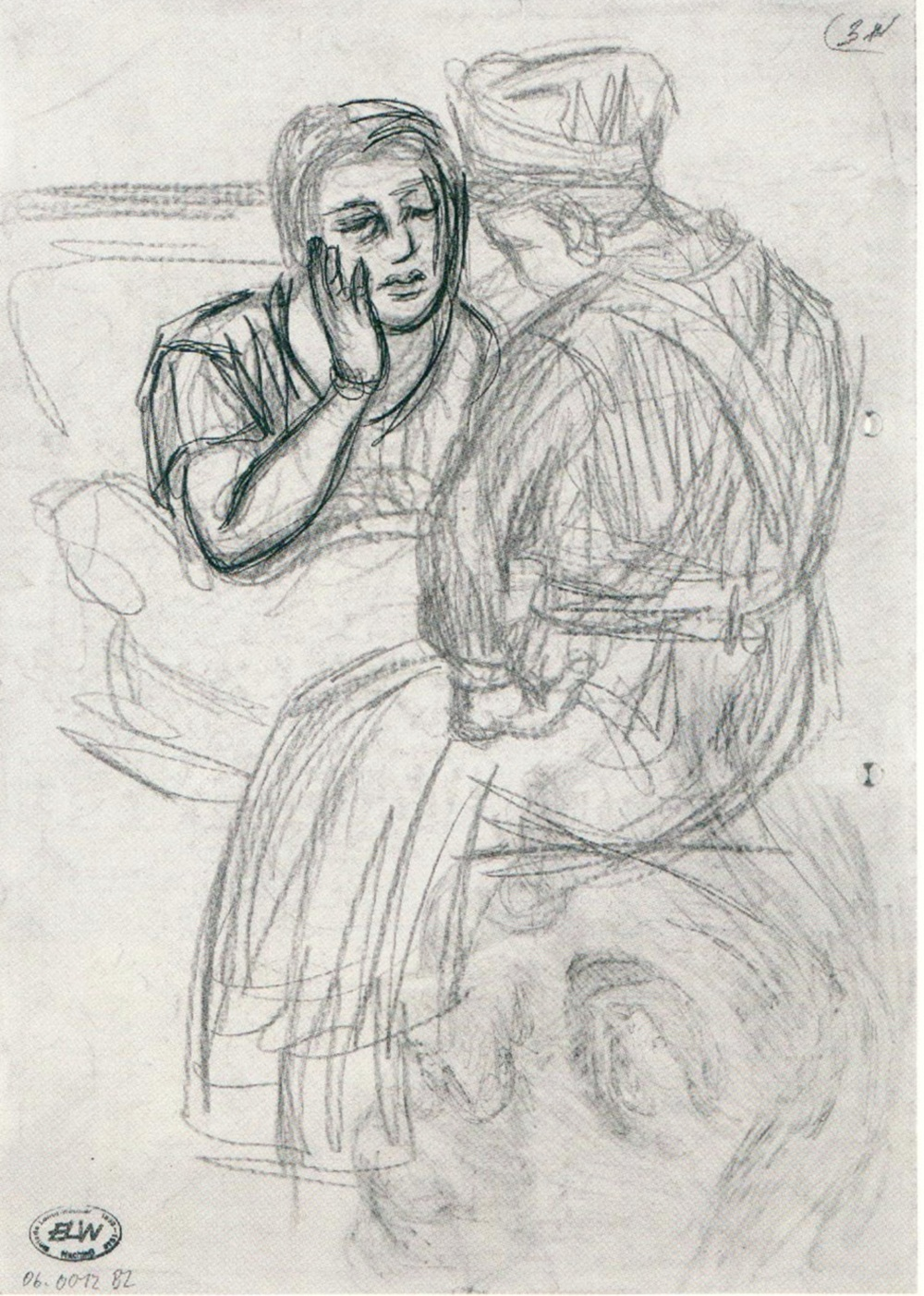
Хвора, що сидить на ліжку, та медсестра в розмові. Робота з серії "Фрідріхсберзькі голови"
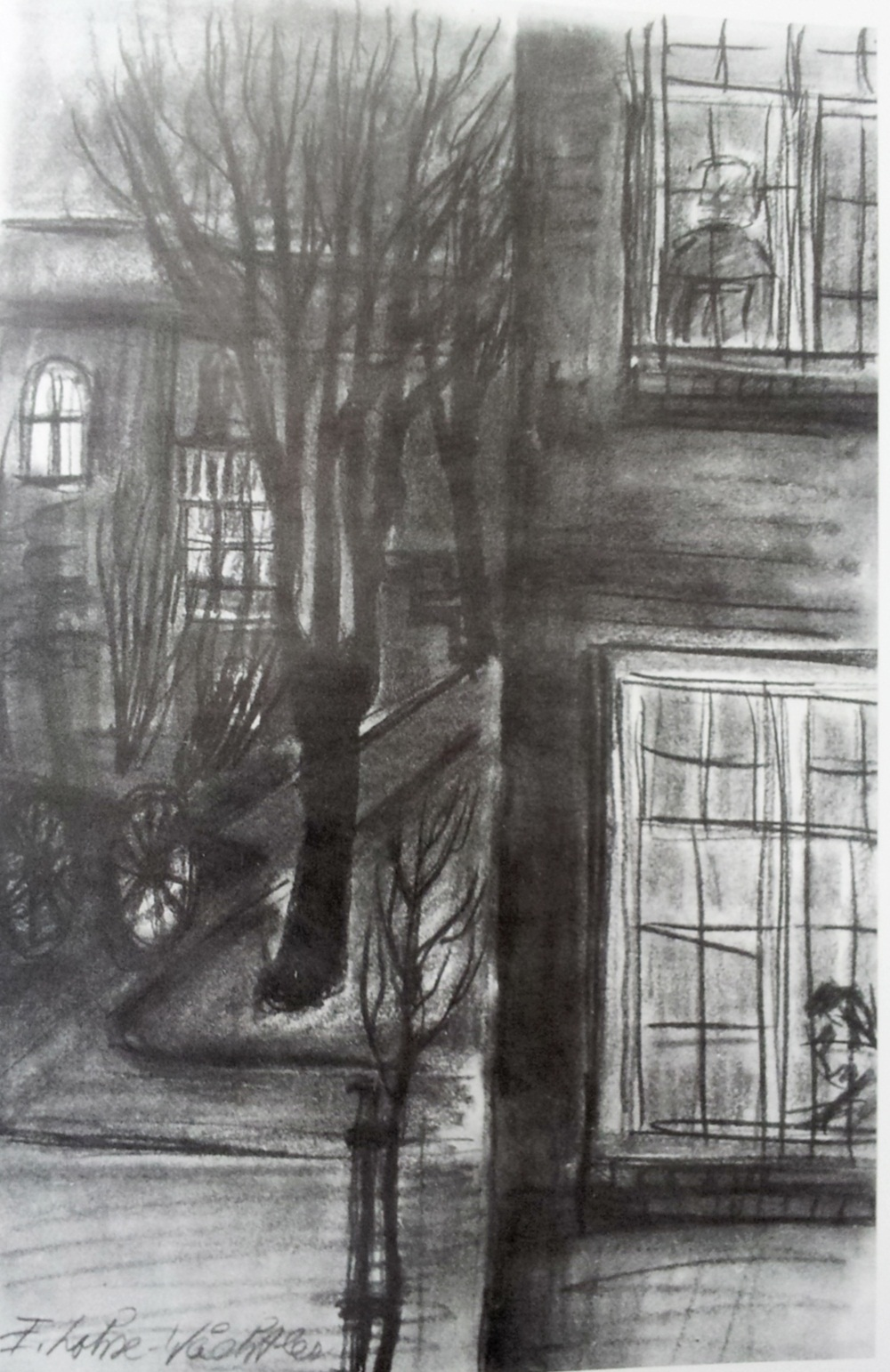
Вид з будинку X державної лікарні Фрідріхсберг, Гамбург. обота з серії "Фрідріхсберзькі голови"

## Виставки
Персональні посмертні виставки Ельфріди Лозе-Вехтлер:
- 1991 Замок Райнбек у Гамбурзі
- 1997 Art Gallery Finckenstein, Дрезден
- 1999 Міський музей Дрездена, Музей Альтонер у Гамбурзі та Муніципальна галерея міста Ашаффенбург
- 2002 Галерея Kunsthandel & Edition Fischer, Берлін
- 2003 Міський музей Пірни 2003
- 2004 Колекція Prinzhorn, Гейдельберг
- 2005 Представництво Вільної Держави Саксонія при Федерації, Берлін
- 2006 Під час виставки Художниці авангарду (II) у Гамбурзі з 1890 до 1933 (2006) у художньому музеї Hamburger Kunsthalle також було представлено кілька робіт Ельфріде Лозе-Вехтлер. Серед них була виставлена одна з її найвідоміших картин, «Ліссі» 1931 року.
- 2008/09 Музей цепелінів, Фрідріхсгафен, Боденське озеро та Музей Паули Модерсон-Беккер, Бремен: комплексна виставка про життя та творчість художниці: Ельфріде Лозе-Вехтлер. 1899-1940 з приблизно сотнею їхніх робіт з усіх етапів (з обширним каталогом під тією ж назвою)
- 2010 Будинок Кете Кольвіц, Моріцбург (біля Дрездена): акварелі та малюнки
- 2013/2014: Музей Едвіна Шарфа, Ной-Ульм
- 2017: Центр переслідуваних мистецтв, Золінген
- 2023: Колекція Prinzhorn, Гейдельберг [16]
- 2024: Ernst-Barlach-Haus, Гамбург, «Я як Will-o’the-Wisp», вшанування 125-ї річниці його смерті. День народження [17]
- 2025: Музей Франца Марка, Кохель-ам-Зе [18]

Участь в виставках:
- 1993/1994: Міська галерея міста Ашаффенбург: Жіночий погляд
- 1994: Дайхторхаллен, Гамбург: Фріц Шумахер і його час
- 1994: Кунстхалле Мангайм: Нова речовість. Картини в пошуках реальності. Фігуративний живопис 1920-х років
- 1995: Палаццо делла Перманенте, Мілан: Німеччина та Італія 1920–1930
- 1995/1996: Музей Калльмана в Ісманінгу, Кунстхалле Вільгельмсгафен, Кунстхалле Ворпсведе, Університетський музей образотворчих мистецтв Марбурга, Міська галерея Ашаффенбурга: Художниці XX століття
- 1996: Ліллевальхс Констхалл, Стокгольм: Мистецтво як надзвичайний стан – Німецьке мистецтво міжвоєнного періоду. Виставка колекції Марвіна та Джанет Фішман, Мілвокі
- 1996/1997: Міська галерея Альбштадта, Міська галерея Мерса: Три художниці з Дрездена
- 1997: Міська галерея Уберлінгена: Образи сенсу. Виставка колекції Франка Брабанта, Вісбаден
- 2003: Шлезвіг-Гольштейнський земельний музей, замок Готторф: Експресіонізм і божевілля
- 2004/2005: Будинок Августа Макке, Бонн; Музей Паули Модерзон-Бекер, Бремен: Фланерка. Дослідження між бульваром та забороненою зоною
- 2006: У Гамбурзькій кунстхалле в рамках виставки Художниці авангарду (II) у Гамбурзі 1890–1933 були представлені роботи Ельфріде Лозе-Вектлер, зокрема її відома картина Ліссі (1931) та Квіткова стара. Виставка присвячена ролі жінок у Гамбурзькій сецесії.
- 2010: Міська галерея «Кубус», Ганновер: Елементарні сили
- 29.09 – 09.12.2011: Галерея Haspa, Гамбург: Від розважального кварталу до Кіцу – гамбурзькі художники на Санкт-Паулі
- 01.10.2011 – 08.01.2012: Галерея Neue Meister, Дрезден: Нова речовість у Дрездені. Живопис 1920-х від Дікса до Квернера
- 07.10.2011 – 29.01.2012: Будинок Августа Макке, Бонн: Між Мадонною та Матір’ю Кураж – образ матері в мистецтві 1905–1935
- 23.10.2011 – 18.03.2012: Музей-лікарня / Галерея «Am Park», Бремен: Санаторій Туга. Мистецтво та хвороба в епоху неврозів
- 2013/2014: Єврейський музей, Франкфурт-на-Майні
- 2013/2014: Міська галерея Ашаффенбурга: Колекція Брабанта
- 2015: Міська галерея Бітіггайм-Біссінгена
- 2015: Кунстхалле Білефельда
- 2016: Міська церква Вунсторфа (каталог виставки)
- 2016: Музей Калльмана, Ісманінг: Переслідування модерну в нацистській державі (Колекція Герхарда Шнайдера) (каталог)
- 2017: Галерея Фішера, Берлін: Ювілейна виставка (каталог)
- 2017/2018: Ширн Кунстхалле, Франкфурт: Блиск і злидні Веймарської республіки від Отто Дікса до Жанни Маммен (каталог)
- 2022: Будинок Фелікса Нуссбаума, Оснабрюк: Обличчям до лиха. Ельфріде Лозе-Вектлер і Фелікс Нуссбаум